# University of Detroit Stadium
Le University of Detroit Stadium, également connu sous le nom de U of D Stadium, de Titan Stadium ou encore de Dinan Field, est un ancien stade omnisports américain, principalement utilisé pour le football américain et le soccer, situé dans la ville de Détroit, dans le Michigan.
Le stade, doté de 25 000 places et inauguré en 1922 puis démoli en 1971, appartenait à l'Université de Detroit Mercy et servait d'enceinte à domicile à l'équipe universitaire des Titans de Détroit et l'équipe des Lions de Détroit, ainsi qu'à l'équipe de soccer des Cougars de Detroit.

## Histoire
Le stade ouvre ses portes en 1922, sur un terrain ayant été acquis pour le nouveau campus McNichols proposé par l'université (l'université y a déplacé son campus principal en 1927).
Le premier club à s'y installer sont les Titans de Détroit de NCAA en 1922.
Une seconde équipe se sert du stade pour ses rencontres à domicile lors de la saison 1928, les Wolverines de Détroit de NFL.
Un second club de NFL prend ses quartiers au stade à partir de 1934 (et ce durant trois saisons puis à nouveau en 1940), les Detroit Lions.
L'université abandonne son programme de football américain en 1964.
La franchise de soccer professionnelle des Cougars de Detroit disputent également leurs matchs à domicile au stade entre 1967 et 1968 (car leur stade d'origine, le Tiger Stadium, doit subir une importante rotation en raison du grand nombre d'équipes sportives qui y jouent à domicile). Ils disputent un match en 1967 contre les Stars de Houston qui se termine par une émeute entre joueurs,,,,.
Le stade est démoli en 1971 et remplacé par un parking. Durant de nombreuses années, les tours d'éclairage du stade sont restées debout afin d'éclairer le parking. L'emplacement est actuellement occupé par un terrain synthétique omnisports au nord de Calihan Hall.

## Galerie

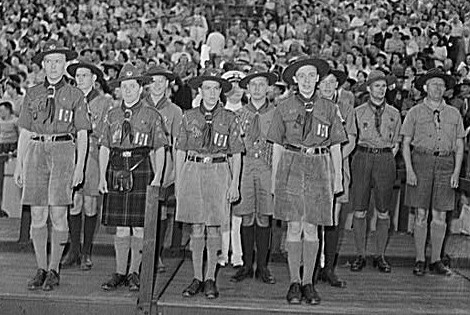
Les Blitz Scouts de Détroit au stade
Vue du terrain actuel sur l'emplacement de l'ancien stade